# Dynamo: Magia Imposible
Dynamo: Magician Impossible es una serie-documental que sigue la vida del mago Steven Frayne, más conocido como Dynamo. El show es producido por Phil McIntyre Producciones e Inner Circle Films para UKTV canal Watch y Universal Networks International. En 2012, el espectáculo fue nominado en la 17th National Television Awards para Mejor Programa de Entretenimiento, pero perdió con Michael McIntyre's Comedy Roadshow.
La primera temporada de cuatro episodios se emitió desde 7 de julio de 2011 hasta el 28 de julio de 2011, con un quinto episodio el día 28 de diciembre de 2011. El 1 de febrero de 2012, Watch renueva el contrato de Dynamo: Magician Impossible para una segunda y tercera temporada.
La segunda temporada se estrenó el 5 de julio de 2012 y duró otros cuatro episodios, que concluyó el 26 de julio de 2012
La tercera temporada salió al aire el 11 de julio de 2013 y concluyó el 1 de agosto de 2013. El 19 de diciembre de 2013, se confirmó que los tres episodios de la primera serie de la serie se emitirá en BBC en 2014. Las repeticiones también aparecen regularmente en David. El 12 de agosto de 2014 se anunció que la cuarta y última temporada de la serie comenzaría a transmitirse en el Reino Unido el 4 de septiembre del mismo año.

## Lista de Temporadas
| Temporada | Fecha de inicio         | Final de temporada       | Episodios |
| --------- | ----------------------- | ------------------------ | --------- |
| 1         | 7 de julio de 2011      | 28 de julio de 2011      | 4         |
| 1         | 28 de diciembre de 2011 | 28 de diciembre de 2011  | 1¹        |
| 2         | 5 de julio de 2012      | 26 de julio de 2012      | 4         |
| 3         | 11 de julio de 2013     | 1 de agosto de 2013      | 4         |
| 4         | 4 de septiembre de 2014 | 25 de septiembre de 2014 | 4         |

- (¹) - Este fue un episodio especial que se emitió entre Navidad y Año nuevo

## Lista de episodios

### Temporada 1
| Nro. | Fecha               | Espectadores (millones) | Watch Ranking semanal |
| ---- | ------------------- | ----------------------- | --------------------- |
| 1    | 7 de julio de 2011  | 1.09                    | 1                     |
| 2    | 14 de julio de 2011 | 1.39                    | 1                     |
| 3    | 21 de julio de 2011 | 1,38                    | 1                     |
| 4    | 28 de julio de 2011 | 1,44                    | 1                     |

### Temporada 2
| Nro. | Fecha               | Espectadores (millones) | Watch Ranking semanal |
| ---- | ------------------- | ----------------------- | --------------------- |
| 1    | 5 de julio de 2012  | 1,93                    | 1                     |
| 2    | 12 de julio de 2012 | 1.83                    | 1                     |
| 3    | 19 de julio de 2012 | 1.79                    | 1                     |
| 4    | 26 de julio de 2012 | 1.39                    | 1                     |

### Temporada 3
| Nro. | Fecha               | Espectadores (millones) | Watch Ranking semanal |
| ---- | ------------------- | ----------------------- | --------------------- |
| 1    | 11 de julio de 2013 | 1.19                    | 1                     |
| 2    | 18 de julio de 2013 | 0.99                    | 1                     |
| 3    | 25 de julio de 2013 | 1.13                    | 1                     |
| 4    | 1 de agosto de 2013 | 1.40                    | 1                     |

### Temporada 4
| Nro. | Fecha                    | Espectadores (millones) | Watch Ranking semanal |
| ---- | ------------------------ | ----------------------- | --------------------- |
| 1    | 4 de septiembre de 2014  | 0,65                    | 1                     |
| 2    | 11 de septiembre de 2014 | 0,46                    | 2                     |
| 3    | 18 de septiembre de 2014 |                         |                       |
| 4    | 25 de septiembre de 2014 |                         |                       |